# Daredevil (tv-serie)
 For alternative betydninger, se Daredevil (flertydig). (Se også artikler, som begynder med Daredevil)
Daredevil er en superhelte-, action- og sci-fi-serie, som er skabt af Drew Goddard til Netflix,  baseret på tegneserien med samme navn. Charlie Cox spiller hovedrollen som Matt Murdock/Daredevil.
Serien eksisterer i samme univers som Marvel Cinematic Universe-filmene, samt Tv-serierne Agents of S.H.I.E.L.D. og Agent Carter. Alle 13 episoder i sæson 1 havde premiere 10. april 2015.

## Seriens præmis
Advokaten Matt Murdock (Charlie Cox) blev blind, da han var barn. Nu bruger han sine forstærkede sanser til at bekæmpe kriminalitet om natten på gaderne i New York som superhelten Daredevil.

## Rolleliste
- Charlie Cox i rollen som Matt Murdock/Daredevil
- Deborah Ann Woll i rollen som Karen Page
- Elden Henson i rollen som Foggy Nelson
- Rosario Dawson i rollen som Claire Temple
- Ayelet Zurer i rollen som Vanessa
- Vincent D'Onofrio i rollen som Wilson Fisk/The Kingpin
- Jon Bernthal i rollen som Punisher